# Lijst van badplaatsen in Nederland
Hieronder staat een alfabetisch gerangschikte lijst met badplaatsen en stranden met voorzieningen in Nederland (provincies Zeeland, Zuid-Holland, Noord-Holland plus de Waddeneilanden).

## B
- Ballum
- Bergen aan Zee
- Bloemendaal aan Zee
- Breskens
- Buren
- Burgh

## C
- Cadzand-Bad
- Callantsoog
- Camperduin
- Castricum aan Zee

## D
- De Cocksdorp
- De Koog
- Den Helder
- Den Hoorn
- Domburg
- Dishoek
- Duindorp

## E
- Egmond aan Zee

## G
- 's-Gravenzande
- Groote Keeten

## H
- Haamstede
- Havenhoofd
- Hargen aan Zee
- Heemskerkerduin
- Hoek van Holland
- Hollum
- Hoorn
- Huisduinen

## I
- IJmuiden aan Zee

## J
- Julianadorp aan Zee

## K
- Katwijk aan Zee
- Kijkduin

## L
- Langevelderslag

## M
- Midsland aan Zee
- Monster

## N
- Nes
- Nieuw-Haamstede
- Nieuwvliet-Bad
- Noordwijk aan Zee

## O
- Oost-Vlieland
- Oostdijk
- Oosterend
- Oostvoorne
- Ouddorp

## P
- Petten

## R
- Renesse
- Rijksdorp
- Rockanje

## S
- Scharendijke
- Scheveningen
- Schiermonnikoog
- Sint Maartenszee
- Schoorl aan Zee

## T
- Ter Heijde

## V
- Vlissingen
- Vrouwenpolder

## W
- Wassenaarse Slag
- Westenschouwen
- Westkapelle
- West aan Zee
- Wijk aan Zee

## Z
- Zandvoort aan Zee
- Zoutelande

Australië ·
België ·
Brazilië ·
Egypte ·
Frankrijk ·
Israël ·
Mexico ·
Nederland ·
Portugal ·
Spanje ·
Turkije .
Verenigde Staten